# Clásica de San Sebastián 2009
29. edycja Clásica de San Sebastián odbyła się 1 sierpnia 2009 roku. Trasa tego hiszpańskiego, jednodniowego wyścigu liczyła 237 km ze startem i metą w San Sebastián.
Zwyciężył Hiszpan Carlos Barredo z grupy Quick Step.

## Wyniki
| M-ce | Imię i nazwisko   | Kraj      | Drużyna           | Czas                        |
| ---- | ----------------- | --------- | ----------------- | --------------------------- |
| 1.   | Carlos Barredo    | Hiszpania | Quick Step        | 5h 37' 00” (42,02 km/godz.) |
| 2    | Roman Kreuziger   | Czechy    | Liquigas          | + 0"                        |
| 3    | Mickaël Delage    | Francja   | Silence-Lotto     | + 7"                        |
| 4    | Peter Velits      | Słowacja  | Team Milram       | + 7"                        |
| 5    | Ryder Hesjedal    | Kanada    | Garmin-Slipstream | + 7"                        |
| 6    | Filippo Pozzato   | Włochy    | Team Katusha      | + 7"                        |
| 7    | Christophe Riblon | Francja   | Ag2r-La Mondiale  | + 7"                        |
| 8    | Siergiej Iwanow   | Rosja     | Team Katusha      | + 7"                        |
| 9    | Rubén Pérez       | Hiszpania | Euskaltel-Euskadi | + 7"                        |
| 10   | Marco Pinotti     | Włochy    | Team Columbia     | + 7"                        |